# Оппенгеймер, Зюсс
Йо́зеф бен Иссаха́р Зю́сскинд О́ппенгеймер (нем. Joseph ben Issachar Süßkind Oppenheimer; 1698, Гейдельберг — 4 февраля 1738, Штутгарт) — вюртембергский купец, поставщик герцогского двора. Широко известен как придворный еврей герцога Карла Александра.

## Биография
Был сначала купцом, потом вступил в денежные отношения с расточительным вюртембергским герцогом Карлом Александром и скоро снискал его полное доверие. Не занимая официально никакой должности (хотя его и называли иногда министром финансов), Оппенгеймер сумел все административные посты раздать своим креатурам, отчеканил на 11 миллионов неполноценной монеты, учредил соляную, винную и табачную монополии, продавал за деньги привилегии и обременительными налогами вызвал ненависть в народе.
Когда Карл Александр в 1737 году умер, Оппенгеймер был арестован и обвинён в государственной измене, в порочащих связях с придворными дамами и в ростовщичестве под непомерные проценты, предан суду и приговорён к смерти. Ему предложили помилование при условии, что он примет христианство, но он наотрез отказался изменять своей вере. Под пытками сознался во всех семи смертных грехах. Одетый в форму «тайного финансового советника», он был выставлен в железной клетке напоказ народу города Штутгарта, который высыпал на улицы, чтобы поглумиться над «придворным евреем», а потом повешен 4 февраля 1738 года.

## В культуре
Судьба Оппенгеймера отражена в повести Вильгельма Гауфа «Еврей Зюсс» (Jud Süß, 1827), одноимённом романе Лиона Фейхтвангера (1925) и двух фильмах — британском 1934 г. и знаменитом немецком фильме 1940 года.
В 1997 году немецкий скульптор Ангела-Изабелла Лайх создала статую «Иосиф Зюсс Оппенгеймер».
Сведения из биографии и образ Зюсса были использованы в песне Александра Городницкого «Штутгарт».